# Conseil de la Couronne (Belgique)
Pour les articles homonymes, voir Conseil de la Couronne.
Le Conseil de la Couronne est un organe consultatif, qui se compose des ministres d’État, sous la présidence du Roi des Belges. 

## Histoire
Le titre honorifique de « ministre d’État »est attribué aux hommes d’État émérites de différentes tendances politiques (anciens premiers ministres, présidents de la Chambre ou du Sénat, présidents de partis politiques, anciens ministres d’envergure, etc.). Ils ne jouissent d’aucun avantage particulier et n’ont aucune compétence spéciale.
Ce conseil se réunit dans des circonstances exceptionnelles afin de donner un avis au Roi. Il s’est réuni en 1870 (déclaration de la guerre franco-allemande), en 1914 (ultimatum adressé par l’Allemagne à la Belgique), en 1919 (traité de Versailles), en 1950 (question royale), et en 1960 (indépendance du Congo).

## Ministres d’Etat
| Titulaire | Titulaire                                  | Parti    | Parti | Nomination      | Fonctions                                 | Souverain           |
| --------- | ------------------------------------------ | -------- | ----- | --------------- | ----------------------------------------- | ------------------- |
|           | Willy Claes 24 novembre 1938               | sp.a     |       | 2 décembre 1983 | Ministre des Affaires économiques         | Baudouin 1951–1993  |
|           | Philippe Busquin 6 janvier 1941            | PS       |       | 26 mai 1992     | Ministre de l'Intérieur                   | Baudouin 1951–1993  |
|           | Paula D'Hondt-Van Opdenbosch 27 août 1926  | CD&V     |       | 26 mai 1992     | Ministre des Travaux publics              | Baudouin 1951–1993  |
|           | Baron Charles-Ferdinand Nothomb 3 mai 1936 | cdH      |       | 30 janvier 1995 | Ministre des Affaires étrangères          | Albert II 1993-2013 |
|           | Guy Verhofstadt 11 avril 1953              | Open VLD |       | 30 janvier 1995 | Premier ministre de Belgique              | Albert II 1993-2013 |
|           | Louis Tobback 3 mai 1938                   | sp.a     |       | 30 janvier 1995 | Ministre de l'Intérieur                   | Albert II 1993-2013 |
|           | Annemie Neyts-Uyttebroeck 17 juin 1944     | Open VLD |       | 30 janvier 1995 | Secrétaire d’État aux Affaires étrangères | Albert II 1993-2013 |
|           | Magda Aelvoet 4 avril 1944                 | Groen    |       | 31 janvier 1995 | Députée fédérale                          | Albert II 1993-2013 |
|           | Louis Michel 2 septembre 1947              | MR       |       | 31 janvier 1995 | Ministre des Affaires étrangères          | Albert II 1993-2013 |